# Aeroportul Gayndah
Aeroportul Gayndah (IATA: GAH, ICAO: YGAY) este un aeroport din Queensland, Australia.
Situat la o altitudine de 112 m, aeroportul dispune de o singură pistă. Este operat de North Burnett Region⁠(d).